# Carl Thomas

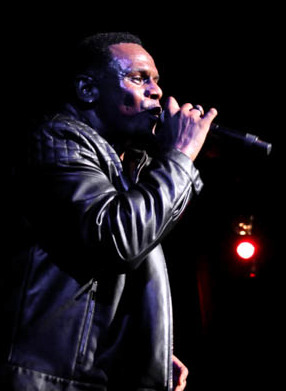
Carl Thomas en el concierto Legends of Bad Boy Records en el Saban Theatre en Beverly Hills, California en 2014.

Carl Thomas (*15 de junio de 1971, Aurora, Illinois) es un cantante de R&B y neo soul estadounidense. En Chicago fue al Aurora East High School. Aunque Thomas formó parte de The Formula (Epic Records), él es conocido por ser un artista del sello discográfico de P. Diddy llamado Bad Boy Records. Entre sus singles de más éxitos están "I Wish" y "Emotional", ambos de su álbum debut Emotional de 1999. Su último trabajo ha sido Let's Talk About It (2004), en el que se incluyen temas como "She Is" con LL Cool J, "Make It Alright" producido por Mike City, y "Rebound" producido y compuesto por Eric Roberson. Colaboró con Faith Evans en el tema "Can't believe". Apareció en el álbum Touch de Amerie (2005). Colaborará con el rapero Rhymefest en su álbum debut Blue Collar, en la canción "LSD (Lake Shore Drive)".
- Datos: Q2145643